# گستا دانوروم

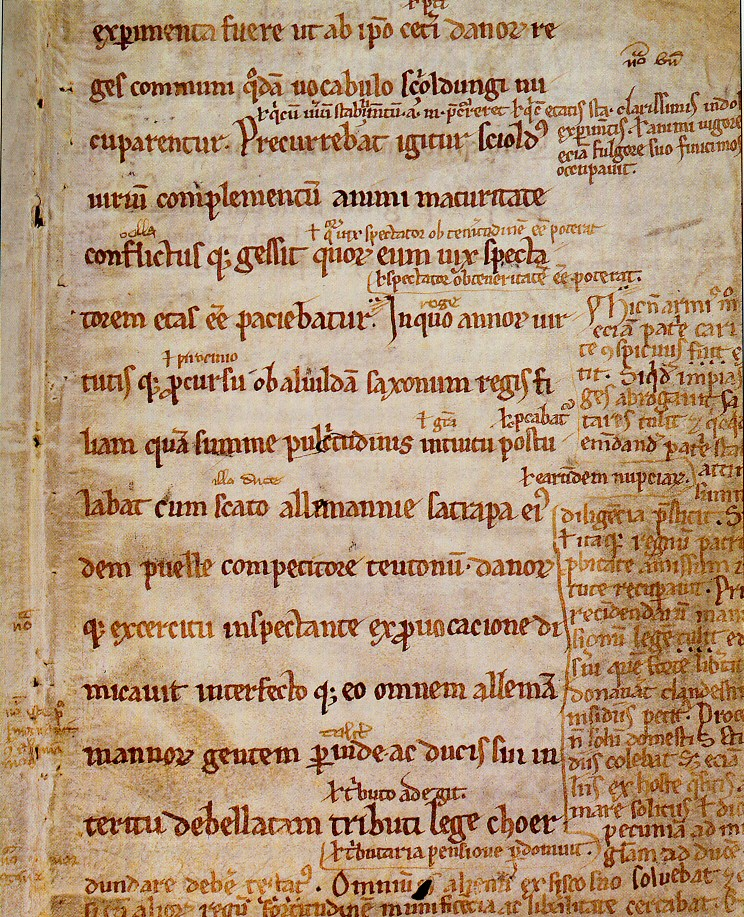
Gesta Danorum (قطعه Angers) ، صفحه 1 ، جلو.

Gesta Danorum ("کردارهای دانمارکی‎ها") اثری میهنی از تاریخ دانمارک است، توسط نویسنده قرن دوازدهم ساکسو گراماتیکوس نگارش گشته است. نسخه فوق جاه طلبانه‌ترین اثر در ادبیات قرون وسطایی دانمارک است و بن‌مایه اساسی تاریخ اولیه این ملت قلم‌داد میشود. همچنین نوشته‌های فوق کهن‌ترین گواه شناخته شده در مورد تاریخ استونی و لتونی است. 